# Expedição 66
Expedição 66 foi a 66ª expedição de longa duração para a Estação Espacial Internacional. A missão foi comandada pelo astronauta da ESA Thomas Pesquet, que foi o quarto astronauta europeu e o primeiro francês a comandar a ISS.

## Tripulação
| Posição               | Primeira parte (17.10 – 08.11.2021) | Segunda parte (8 – 11.11.2021) | Terceira parte (11.11.2021 – 18.03.March 2022) | Quarta parte (18 – 28.03.2022) |
| --------------------- | ----------------------------------- | ------------------------------ | ---------------------------------------------- | ------------------------------ |
| Comandante            | Thomas Pesquet                      | Anton Shkaplerov               | Anton Shkaplerov                               | Anton Shkaplerov               |
| Engenheiro de voo 1   | Pyotr Dubrov                        | Pyotr Dubrov                   | Pyotr Dubrov                                   | Pyotr Dubrov                   |
| Engenheiro de voo 2   | Mark Vande Hei                      | Mark Vande Hei                 | Mark Vande Hei                                 | Mark Vande Hei                 |
| Engenheiro de voo 3   | Robert Kimbrough                    |                                | Raja Chari                                     | Raja Chari                     |
| Engenheira/o de voo 4 | Megan McArthur                      |                                | Thomas Marshburn                               | Thomas Marshburn               |
| Engenheiro/a de voo 5 | Akihiko Hoshide                     |                                | Kayla Barron                                   | Kayla Barron                   |
| Engenheiro de voo 6   | Anton Shkaplerov                    |                                | Matthias Maurer                                | Matthias Maurer                |
| Engenheiro de voo 7   |                                     |                                |                                                | Oleg Artemyev                  |
| Engenheiro de voo 8   |                                     |                                |                                                | Denis Matveev                  |
| Engenheiro de voo 9   |                                     |                                |                                                | Sergei Korsakov                |